# Apicia irregulata
Apicia irregulata är en fjärilsart som beskrevs av Walker 1863. Apicia irregulata ingår i släktet Apicia och familjen mätare. Inga underarter finns listade i Catalogue of Life.